# هيكل عائم كبير جدا

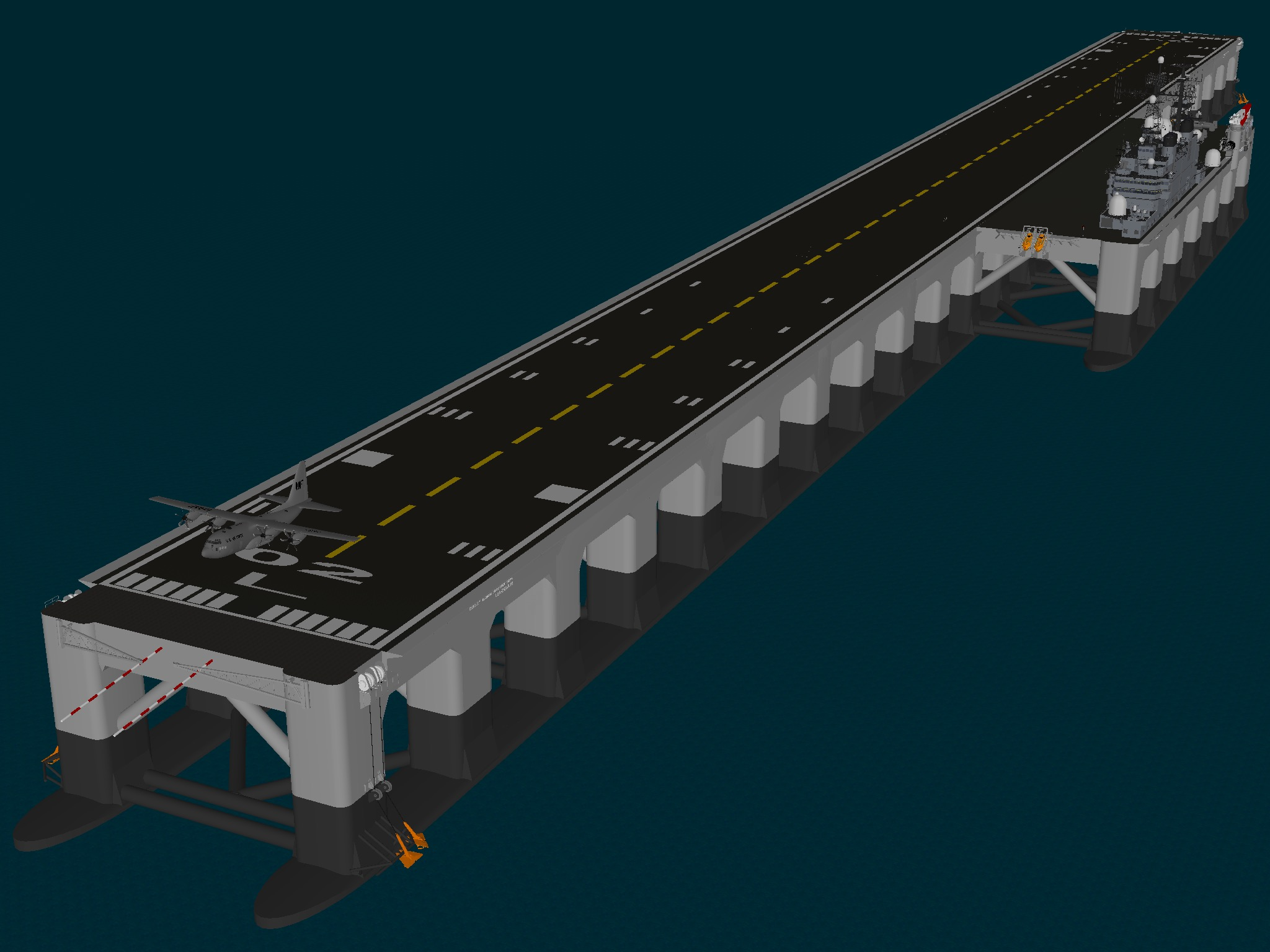

الهياكل العائمة الكبيرة جدًا أو المنصات العائمة الكبيرة جدًا (بالإنجليزية: Very large floating structure)‏، هي جزر اصطناعية يمكن إنشاؤها لإنشاء المطارات العائمة والجسور وحواجز الأمواج والأرصفة البحرية والمراسي ومرافق التخزين (للنفط والغاز الطبيعي) ومصانع طاقة الرياح والطاقة الشمسية والمناطق العسكرية، لإنشاء مساحات صناعية وقواعد للطوارئ ومرافق ترفيهية (مثل الكازينوهات) وحدائق للاستجمام وهياكل بحرية متنقلة تُستخدم حتى للسكن. حاليًا، اقتُرحت عدة مفاهيم مختلفة لبناء مدن عائمة أو مجمعات سكنية ضخمة. أُنشئت بعض الوحدات وهي قيد التشغيل حاليًا.
توفر الهياكل العائمة العديد من المزايا مقارنة بالهياكل الدائمة التي تمتد من الشاطئ إلى المياه المفتوحة:
- لا تضر بالنظام البيئي البحري
- لا تسبب ترسب الطمي في الموانئ العميقة
- لا تعيق التيارات المحيطة
- من السهل تشييدها، إذ يجري الانتهاء من جزء كبير من البناء على الشاطئ
- عملية التركيب سريعة
- محصنة ضد الصدمات الزلزالية[3]

## نظرة عامة
تختلف الهياكل العائمة الكبيرة جدًا عن المركبات المائية في أن المنطقة الصالحة للاستخدام هي السطح العلوي بدلًا من المناطق الداخلية. بالتالي فإن الهياكل العائمة الكبيرة جدًا ستغطي مساحة كبيرة. يجب أن يتوافق تصميم الهيكل العائم مع متطلبات السلامة والقوة وظروف التشغيل وما إلى ذلك. يمكن استخدام الصلب والخرسانة (هجين مسبق الإجهاد أو مقوى) أو مواد مركبة من الصلب والخرسانة لبناء الهيكل العائم. يجب تحييد حركة الهيكل العائم بسبب حركة الرياح أو الأمواج إلى حد كبير، لضمان سلامة الأشخاص والمرافق على الهيكل العائم الكبير جدًا، وللسماح بالأنشطة المفيدة. يجب إرساء الهيكل العائم الكبير جدًا بأمان قاع المحيط.

## التصنيفات
تنقسم التصميمات الحالية للهيكل العائم الكبير جدًا إلى فئتين: شبه مغمورة وجسر عائم.
يحتوي الهيكل العائم الكبير من النوع شبه المغمور على منصة مرتفعة فوق مستوى سطح البحر باستخدام أنابيب عمودية، وهو أكثر ملائمة للانتشار في أعالي البحار ذات الأمواج الكبيرة. في البحر المفتوح، حيث تكون الأمواج كبيرة نسبيًا، يقلل الهيكل العائم الكبير شبه المغمور من تأثيرات الأمواج مع الحفاظ على قوة طفو ثابتة. تستخدم الأنواع شبه المغمورة للتنقيب عن البترول في المياه العميقة. يجري تثبيتها في مكانها بواسطة أنابيب عمودية أو أكوام أو أنظمة تقوية أخرى.
تقع منصة الهيكل العائم الكبير من نوع الجسر العائم على سطح الماء، وهي مصممة للانتشار في المياه الهادئة مثل خليج صغير أو بحيرة أو ميناء. يتكون عنصرها الأساسي من هيكل مربع بسيط، عادة ما يوفر ثباتًا عاليًا وتكلفة تصنيع منخفضة وسهولة في الصيانة والإصلاح. يُدعم نوع الجسر العائم بطفوه على سطح البحر، ويُعد مرنًا مقارنة بأنواع أخرى من الهياكل البحرية، لذا فإن التشوهات المرنة أكثر أهمية من حركات الجسم الصلبة. بالتالي، فإن التحليل المائي هو الأهم في تصميم الهيكل العائم الكبير من نوع الجسر العائم. جنبًا إلى جنب مع حركة الهيكل العائم، يجب دراسة استجابة الهيكل لموجات الماء والتأثير على مجال السائل بأكمله.

## أنواع الهيكل العائم الكبير جدًا
يُعرف الهيكل العائم الكبير من نوع الجسر العائم في الأدبيات باسم الهيكل العائم الكبير الشبيه بالحصيرة بسبب عرضه الصغير مقارنة بأبعاد الطول. غالبًا ما تسمى الهياكل العائمة الكبيرة جدًا من نوع الجسر العائم العوامات الضخمة. كقاعدة عامة، تُعد العوامات الضخمة هيكلًا عائمًا له بُعد واحد على الأقل بطول أكبر من 60 مترًا، ويمكن أن يتراوح طول الهياكل العائمة الأفقية الكبيرة بين 500 إلى 5000 متر، وعرضها بين 100 إلى 1000 متر، بسماكة نموذجية من 2 إلى 10 أمتار.